# Castelul Sully-sur-Loire

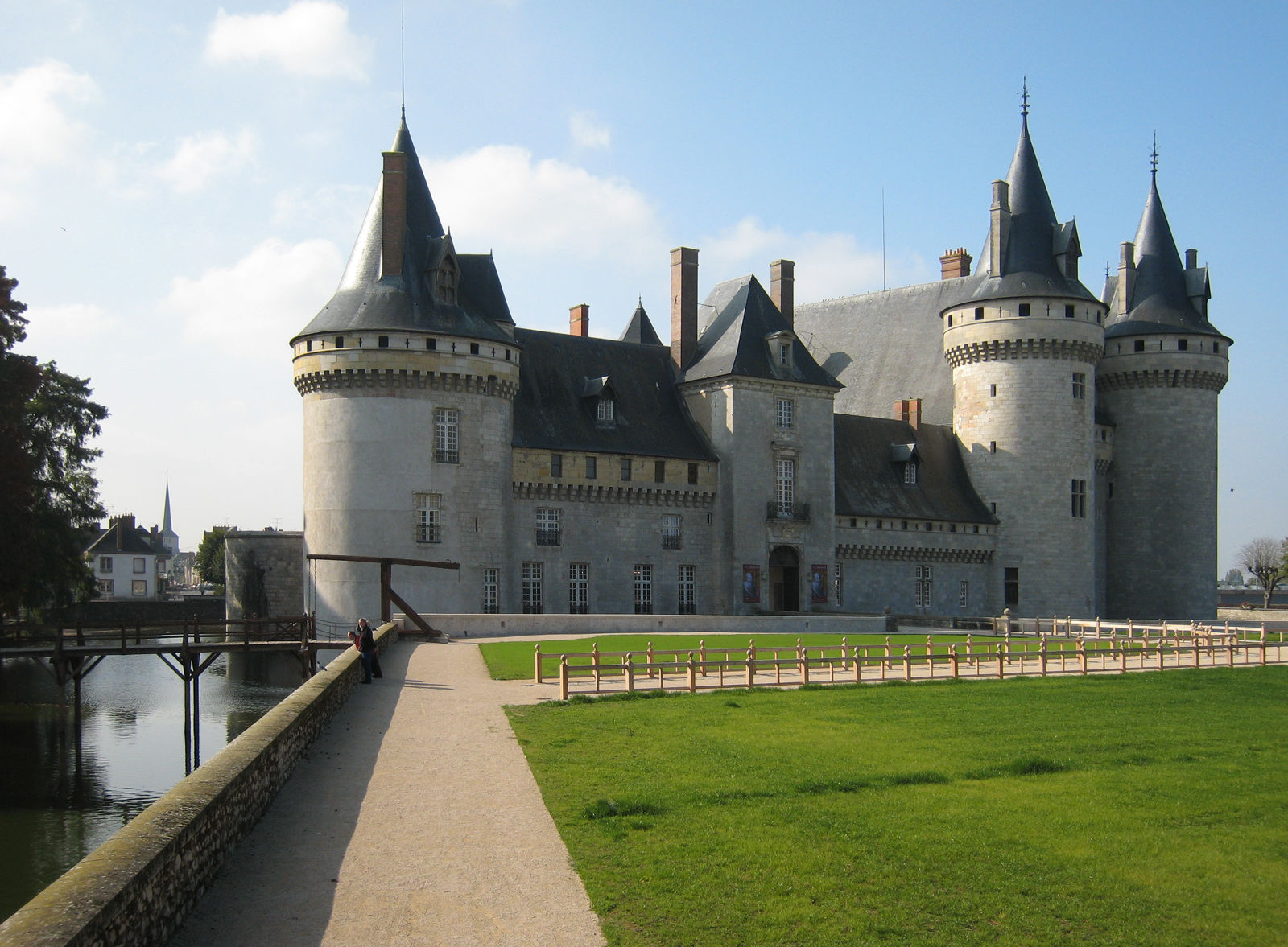
Castelul Sully-sur-Loire

Castelul Sully-sur-Loire (în franceză Château de Sully-sur-Loire) este situat la porțile „Văii Regilor” pe Valea Loarei, în inima unui vast parc, în comuna Sully-sur-Loire, departamentul Loiret. Este un castel construit în stilul Renașterii, dar care este totodată și un superb exemplu de fortăreață medievală. Proprietate a departamentului Loiret, în anul 1962 a fost clasat Monument Istoric.

## Istoric
Situat pe malul stâng al Loarei, castelul-fortăreață este menționat în 1102, atunci când controla un pod peste Loara, pod dispărut în secolul al XIV-lea. De-a lungul secolelor a aparținut la trei familii: primii seniori de Sully, familia Trémoille și familia Béthune.
În 1218 regele Filip al II-lea (al șaptelea rege al dinastiei Capețiene), fiul moștenitor al lui Ludovic al VII-lea, hotărăște construirea unui turn-donjon.
În 1395, Guy VI Trémoille, supranumit „le Vaillant”, lansează construcția actualului castel, ale cărui planuri au fost concepute de arhitectul regal al actualului Muzeu Luvru și Vincennes, Raymond du Temple. Achiziționat în 1602 de către Maximilien de Béthune, marele Sully, primul duce cu acest nume, transformă castelul după întrebuințările sale, edificând în același timp și parcul.
Pe aici au trecut, în 1429 și 1430, Ioana d'Arc, în stăruința de a-l determina pe Carol al VII-lea să se încoroneze la Reims, și peste secole, François Marie Arouet (viitorul Voltaire avea atunci 22 ani), refugiat din Paris în 1716, ale cărui piese de teatru au fost jucate atunci în sala mare de la etajul întâi.

## Prezentarea castelului

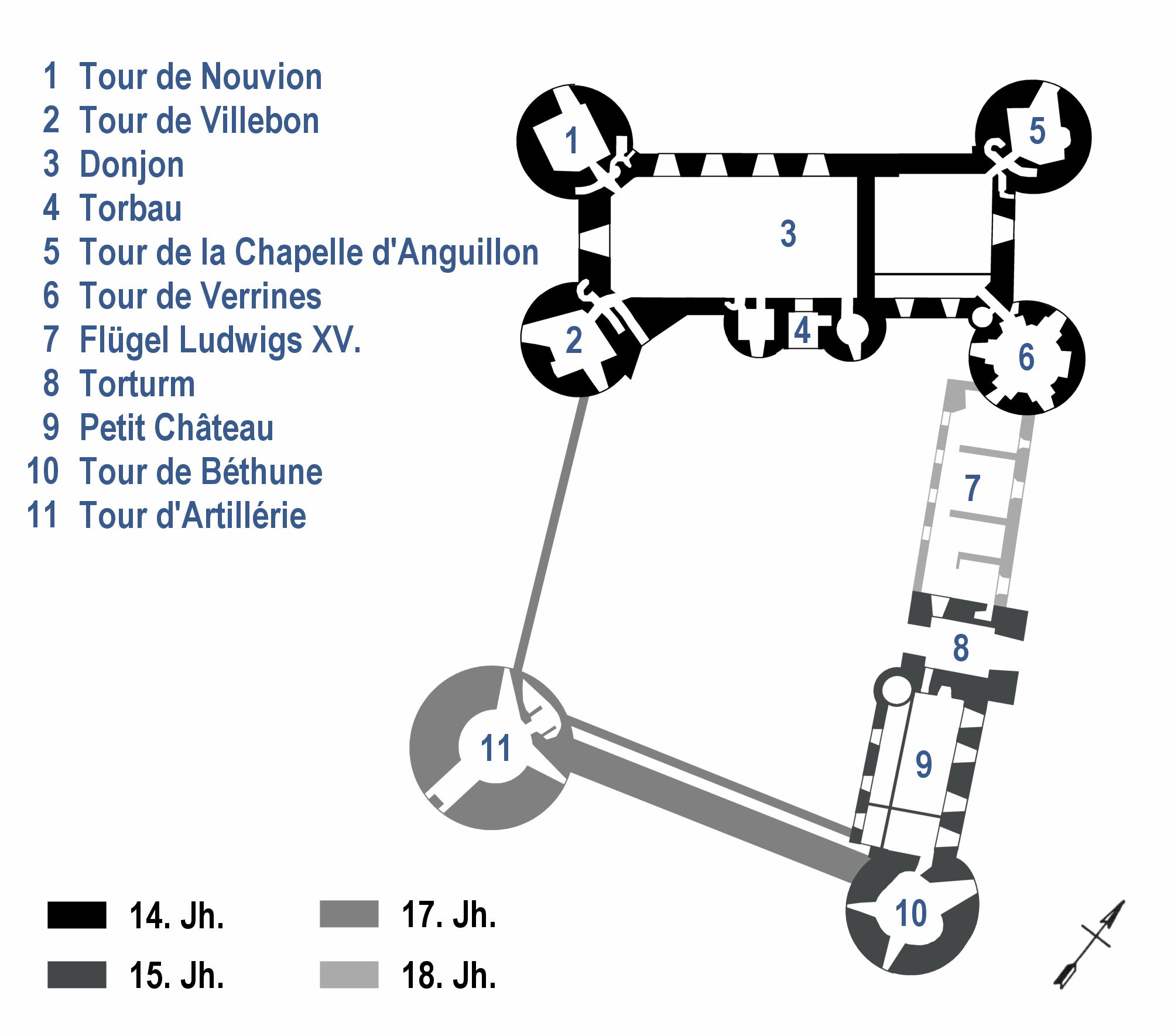
Planul castelului

Castelul este și astăzi încă înconjurat cu doage cu apă și este format din două părți distincte: donjonul si micul castel
- Donjonul, construcție rectangulară flancată de patru turnuri circulare, este dotat cu o poartă spre cele două turnuri dinspre sud.Interiorul a fost reamenajat de catre Maximilien de Béthune. De reținut ca la primul etaj marea sală cu ușile sale din lemn din secolul al XVII-lea, pictură reprezentând castelul Rosny-sur-Seine de pe mantaua șemineului și în sfârșit ușa din fier ce dă accesul în cabinetul lui Sully. Edificiul este celebru pentru șarpanta sa enormă (din anul 1363), al cărei lemn de castan a fost atât de bine preparat de meșterii din Evul Mediu, încât s-a păstrat neatins până în zilele noastre.

- Micul castel închide curtea la sud de donjon.Este format dintr-un corp de locuințe (franceză logis) și două turnuri, dintre care acela din sud-est, a fost construit la mijlocul secolului al XV-lea, pe locul unui turn mai vechi, iar celălalt numit „turnul lui Béthune”, mai mic și mai terasat a fost construit în 1605. Corpurile de locuințe construite în prima jumătate a secolului al XV-lea a fost reședința locuită de seniorii de Sully. Interioarele au fost reamenajate (decorul și mobila) în secolul al XIX-lea. Corpul care unește micul castel de donjon, a fost adăugat în secolul al XVIII-lea și refăcut după incendiul din 1918.

Incinta exterioară în partea de est, astăzi goală, deținea altădată, donjonul construit pentru Filip al II-lea în 1219, cu ocazia unei confiscări a senioriei, ca și Catedrala Colegială Saint-Ythier, mutată de Maximilien De Béthune în interiorul orașului. Din parc a rămas astăzi o mare suprafață, înconjurat de canalele pe care Béthune le-a amenajat pentru a-l proteja de apele Loarei.

## Legături externe
- Castelul Sully-sur-Loire, locuința ducilor de Sully Arhivat în 9 martie 2009, la Wayback Machine.
- Castelul Sully-sur-Loire, fortăreață medievală